# 约翰·林
约翰·丹尼尔·菲尔斯滕贝格·林（挪威語：John Daniel Fürstenberg Lyng，聆听ⓘ；1905年8月22日—1978年1月18日），挪威保守党政治家，1963年8月至9月任过短期挪威首相。

## 生平
约翰·林出生在特隆赫姆，1927年获得cand.jur.（法律研究生）学位。后来在哥本哈根和海德堡学习。第二次世界大战前后他当过律师和法官
战争期间，他反对纳粹德国占领挪威，加入了挪威抵抗运动。1943年到1944年在斯德哥尔摩的挪威公使馆律师事务所工作，后随挪威政府流亡至英国伦敦。1945年加入保守党，同年当选议员。
1963年埃纳尔·基哈德森的工党政府因国王湾事件和一系列新奥勒松矿难被不信任投票推翻后，林的保守党迅速组成一个新的保守党联合政府，在8月28日上台，但20多天即在民众抗议和示威游行下辞职。虽然林内阁只持续了不到一个月，但它证明了保守党的组阁能力。1965年大选后保守党赢得多数，在佩尔·博尔滕的联合政府中林出任外交大臣一职。